# Архипов, Вячеслав Викторович
Вячесла́в Ви́кторович Архи́пов (род. 20 января 1946, Уфа) — советский и российский тренер по дзюдо. Заслуженный тренер СССР и России.

## Биография
Вячеслав Викторович Архипов родился 20 января 1946 года в Уфе в семье железнодорожника Виктора Фёдоровича Архипов и Валентины Соломоновны Гегечкори. Здесь будущий тренер впервые увлёкся спортом и занимался лыжными гонками и катанием на коньках. В 1958 году отца Вячеслава перевели на работу в Куйбышев. В 1960 году в город переехала вся семья. Здесь Вячеслав Викторович занялся греко-римской борьбой. А в 1961 году переключился на борьбу самбо и тренировался у Николая Фёдоровича Петрова. Впоследствии самбо и дзюдо и стали делом его жизни. Он окончил Институт физической культуры, однако из-за серьёзной травмы был вынужден прекратить карьеру борца и стать тренером по дзюдо и самбо в ДСО «Динамо» в Куйбышеве.
Тренировать начал в 1965 году. Первый мастер спорта у молодого тренера появился уже в 1975 году — им был Юрий Шевцов. Затем последовали и другие успешные ученики: Юрий Плеханов, чемпион СССР среди юниоров; Андрей Шкапин, чемпион СССР среди юношей; чемпион мира 1991 года по дзюдо Сергей Косоротов; чемпион Мира по дзюдо Тагир Хайбулаев. Всего за более 45 лет тренерской карьеры Вячеслав Архипов подготовил несколько тысяч борцов. Более 20 его бывших учеников впоследствии сами стали тренерами.
В 2008 году Вячеслав Викторович был награждён почётной грамотой Самарской Губернской думы.